# Alex Norris (homme politique britannique)
Pour les articles homonymes, voir Alex Norris et Norris.
Alexander James Jordan Norris (né le 4 février 1984) est un homme politique britannique du parti travailliste et coopératif. Il est député de Nottingham North depuis 2017,.

## Jeunesse et carrière
Norris est né à Altrincham à la suite d'une Fécondation in vitro et fait ses études à la Manchester Grammar School. Il déménage à Nottingham en 2003 pour étudier.
Norris est membre du conseil municipal de Nottingham pour le quartier de Basford pendant six ans et est titulaire du portefeuille pour les adultes et la santé. Avant d'être élu au Parlement en 2017, Norris travaille pour UNISON comme permanent régional.

## Carrière parlementaire
Dans son premier discours parlementaire, Norris appelle à la fin de la pauvreté. En 2018, il appelle à un débat sur l'introduction de la sécurité dans le football anglais .
Le 5 mars 2019, Norris est nommé ministre fantôme par intérim du ministère du Développement international.
Norris soutient Lisa Nandy aux élections à la direction du Parti travailliste en 2020.
À partir de 2017, Norris est secrétaire parlementaire privé du secrétaire fantôme à la Santé Jonathan Ashworth jusqu'en février 2019. Il est whip de l'opposition de février 2019 jusqu'à sa nomination en tant que ministre fantôme de la prévention, de la santé publique et des soins primaires dans le gouvernement fantôme de Keir Starmer.